# Viola Weiss
Viola Weiss (* 4. Januar 1980 in Ulm) ist eine deutsche Sportmoderatorin.
Bis zu ihrem 17. Lebensjahr trainierte sie Rhythmische Sportgymnastik am Olympiastützpunkt Fellbach-Schmiden und nahm an mehreren Deutschen Meisterschaften teil. Von Oktober 2006 bis August 2009 studierte sie Kommunikations- und Politikwissenschaften an der Ludwig-Maximilians-Universität München.
Seit 2006 moderiert Weiss regelmäßig für Radio Gong 96,3 und seit Juni 2012 beim Sportnachrichtensender Sky Sport News HD. 2013 moderierte sie mit Ralph Fürther die Verleihung der 4. MIRA Awards.
Weiss wohnt in München.